# 748 a.C.

## Eventos
- Oitava olimpíada; Anticles da Messênia foi o vencedor do estádio.[1]
- 10 de abril [2] - Fundação de Roma, de acordo com Quinto Fábio Pictor, citado por Dionísio de Halicarnasso.[3][2]

## Mortes
- Jeroboão II de Israel morre.